# Bluesville Records
Bluesville est le label d'une compagnie de disque indépendante, issue de Prestige Records. Lancée en 1959, avec comme principal but de dcumenter le travail des anciens bluesmen classiques passés de mode. Roosevelt Sykes, Lightnin' Hopkins, Rev. Gary Davis, Sonny Terry et Brownie McGhee ont enregistré pour le label. Elle cesse de produire des LP en 1966,,,.

## Discographie
| Numéro dans le catalogue | Artiste                                            | Album                                           | Notes                                                                                 |
| ------------------------ | -------------------------------------------------- | ----------------------------------------------- | ------------------------------------------------------------------------------------- |
| BVLP 1001                | Al Smith                                           | Hear My Blues                                   |                                                                                       |
| BVLP 1002                | Brownie McGhee et Sonny Terry                      | Down Home Blues                                 |                                                                                       |
| BVLP 1003                | Willie Dixon                                       | Willie's Blues                                  |                                                                                       |
| BVLP 1004                | Mildred Anderson                                   | Person to Person                                |                                                                                       |
| BVLP 1005                | Brownie McGhee et Sonny Terry                      | Blues & Folk                                    |                                                                                       |
| BVLP 1006                | Roosevelt Sykes                                    | The Return of Roosevelt Sykes                   |                                                                                       |
| BVLP 1007                | Lonnie Johnson                                     | Blues by Lonnie Johnson                         |                                                                                       |
| BVLP 1008                | Shakey Jake (en)                                   | Good Times                                      |                                                                                       |
| BVLP 1009                | The Prestige All Stars                             | Soul Jazz Volume One                            | Compilation de chansons du label Prestige PRLP 7130, PRLP 7081 & PRLP 7035            |
| BVLP 1010                | The Prestige All Stars                             | Soul Jazz Volume Two                            | Compilation de chansons du label Prestige PRLP 7132, PRLP 7164, PRLP 7161 & PRLP 7162 |
| BVLP 1011                | Lonnie Johnson avec Elmer Snowden                  | Blues & Ballads                                 |                                                                                       |
| BVLP 1012                | Little Brother Montgomery                          | Tasty Blues                                     |                                                                                       |
| BVLP 1013                | Al Smith                                           | Midnight Special                                |                                                                                       |
| BVLP 1014                | Roosevelt Sykes                                    | The Honeydripper                                |                                                                                       |
| BVLP 1015                | Blind Gary Davis                                   | Harlem Street Singer                            |                                                                                       |
| BVLP 1016                | Sunnyland Slim                                     | Slim's Shout                                    |                                                                                       |
| BVLP 1017                | Mildred Anderson                                   | No More in Life                                 |                                                                                       |
| BVLP 1018                | Memphis Slim                                       | Just Blues                                      |                                                                                       |
| BVLP 1019                | Lightnin' Hopkins                                  | Lightnin'                                       |                                                                                       |
| BVLP 1020                | Brownie McGhee et Sonny Terry                      | Blues All Around My Head                        |                                                                                       |
| BVLP 1021                | Arbee Stidham                                      | Tired of Wandering                              |                                                                                       |
| BVLP 1022                | Curtis Jones                                       | Trouble Blues                                   |                                                                                       |
| BVLP 1023                | K. C. Douglas (en)                                 | K. C.'s Blues                                   |                                                                                       |
| BVLP 1024                | Lonnie Johnson                                     | Losing Game                                     |                                                                                       |
| BVLP 1025                | Sonny Terry                                        | Sonny's Story                                   |                                                                                       |
| BVLP 1026                | Robert Pete Williams                               | Free Again                                      |                                                                                       |
| BVLP 1027                | Shakey Jake                                        | Mouth Harp Blues                                |                                                                                       |
| BVLP 1028                | St. Louis Jimmy                                    | Going Down Slow                                 |                                                                                       |
| BVLP 1029                | Lightnin' Hopkins avec Sonny Terry                 | Last Night Blues                                |                                                                                       |
| BVLP 1030                | Tampa Red                                          | Don't Tampa with the Blues                      |                                                                                       |
| BVLP 1031                | Memphis Slim                                       | No Strain                                       |                                                                                       |
| BVLP 1032                | Reverend Gary Davis                                | A Little More Faith                             |                                                                                       |
| BVLP 1033                | Brownie McGhee et Sonny Terry                      | Blues in My Soul                                |                                                                                       |
| BVLP 1034                | Memphis Willie B. (en)                             | Introducing Memphis Willie B.                   |                                                                                       |
| BVLP 1035                | Sidney Maiden (en)                                 | Trouble an' Blues                               |                                                                                       |
| BVLP 1036                | Furry Lewis                                        | Back on My Feet Again                           |                                                                                       |
| BVLP 1037                | Furry Lewis                                        | Done Changed My Mind                            |                                                                                       |
| BVLP 1038                | Pink Anderson                                      | Carolina Blues Man                              |                                                                                       |
| BVLP 1039                | Mercy Dee Walton                                   | A Pity and a Shame                              |                                                                                       |
| BVLP 1040                | Blind Willie McTell                                | Last Session                                    |                                                                                       |
| BVLP 1041                | Henry Townsend (en)                                | Tired of Bein' Mistreated                       |                                                                                       |
| BVLP 1042                | Brownie McGhee                                     | Brownie's Blues                                 |                                                                                       |
| BVLP 1043                | Tampa Red                                          | Don't Jive Me                                   |                                                                                       |
| BVLP 1044                | Lonnie Johnson avec Victoria Spivey                | Idle Hours                                      |                                                                                       |
| BVLP 1045                | Lightnin' Hopkins                                  | Blues in My Bottle                              |                                                                                       |
| BVLP 1046                | Blind Snooks Eaglin                                | That's All Right                                |                                                                                       |
| BVLP 1047                | Scrapper Blackwell                                 | Mr. Scrapper's Blues                            |                                                                                       |
| BVLP 1048                | Memphis Willie B.                                  | Hard Working Man Blues                          |                                                                                       |
| BVLP 1049                | Reverend Gary Davis                                | Say No to the Devil                             |                                                                                       |
| BVLP 1050                | K. C. Douglas                                      | Big Road Blues                                  |                                                                                       |
| BVLP 1051                | Pink Anderson                                      | Medicine Show Man                               |                                                                                       |
| BVLP 1052                | Alberta Hunter / Lucille Hegamin / Victoria Spivey | Songs We Taught Your Mother                     |                                                                                       |
| BVLP 1053                | Memphis Slim                                       | All Kinds of Blues                              |                                                                                       |
| BVLP 1054                | Victoria Spivey avec Lonnie Johnson                | Woman Blues                                     |                                                                                       |
| BVLP 1055                | Memphis Slim / Tampa Red / Lonnie Johnson          | Bawdy Blues                                     |                                                                                       |
| BVLP 1056                | Big Joe Williams                                   | Blues for Nine Strings                          |                                                                                       |
| BVLP 1057                | Lightnin' Hopkins                                  | Walkin' This Road by Myself                     |                                                                                       |
| BVLP 1058                | Brownie McGhee et Sonny Terry                      | Brownie McGhee and Sonny Terry at The 2nd Fret  |                                                                                       |
| BVLP 1059                | Sonny Terry                                        | Sonny Is King                                   |                                                                                       |
| BVLP 1060                | Wade Walton (en)                                   | Shake 'Em On Down                               |                                                                                       |
| BVLP 1061                | Lightnin' Hopkins                                  | Lightnin' and Co.                               |                                                                                       |
| BVLP 1062                | Lonnie Johnson                                     | Another Night to Cry                            |                                                                                       |
| BVLP 1063                | Smoky Babe                                         | Hottest Brand Goin'                             |                                                                                       |
| BVLP 1064                | Robert Curtis Smith (en)                           | Clarksdale Blues                                |                                                                                       |
| BVLP 1065                | Doug Quattlebaum (en)                              | Softee Man Blues                                |                                                                                       |
| BVLP 1066                | Clarence Clay et William Scott                     | The New Gospel Keys                             |                                                                                       |
| BVLP 1067                | Big Joe Williams                                   | Big Joe Williams at Folk City                   |                                                                                       |
| BVLP 1068                | Pete Franklin (en)                                 | Guitar Pete's Blues                             |                                                                                       |
| BVLP 1069                | Al Smith                                           | Hear My Blues                                   | Réédition de BVLP 1001                                                                |
| BVLP 1070                | Lightnin' Hopkins                                  | Smokes Like Lightning                           |                                                                                       |
| BVLP 1071                | Pink Anderson                                      | The Blues of Pink Anderson: Ballad & Folksinger |                                                                                       |
| BVLP 1072                | Baby Tate (en)                                     | See What You Done Done                          |                                                                                       |
| BVLP 1073                | Lightnin' Hopkins                                  | Goin' Away                                      |                                                                                       |
| BVLP 1074                | Brooks Berry et Scrapper Blackwell                 | My Heart Struck Sorrow                          |                                                                                       |
| BVLP 1075                | Memphis Slim                                       | Steady Rolling Blues                            |                                                                                       |
| BVLP 1076                | Alec Seward (en)                                   | Creepin' Blues                                  |                                                                                       |
| BVLP 1077                | J. T. Adams (en) et Shirley Griffith               | Indiana Avenue Blues                            |                                                                                       |
| BVLP 1078                | Ravi Shankar et Ali Akbar Khan                     | The Master Musicians of India                   |                                                                                       |
| BVLP 1079                | Ali Akbar Khan                                     | Classical Music of India                        |                                                                                       |
| BVLP 1081                | Lightnin' Hopkins                                  | Got to Move Your Baby                           | Réédition de BVLP 1029                                                                |
| BVLP 1083                | Big Joe Williams                                   | Studio Blues                                    |                                                                                       |
| BVLP 1084                | Lightnin' Hopkins                                  | His Greatest Hits                               |                                                                                       |
| BVLP 1086                | Lightnin' Hopkins                                  | Down Home Blues                                 |                                                                                       |
| BVLP 1087                | Shirley Griffith (en)                              | Saturday Blues                                  |                                                                                       |
| BVLP 1089                | Udi Hrant (en)                                     | Turkish Delights                                |                                                                                       |
| OBCCD-570-2              | Lonnie Johnson avec Elmer Snowden                  | Blues, Ballads, and Jumpin' Jazz                | Sorti en 1990                                                                         |
| 7PCD-4406-2              | Lightnin' Hopkins                                  | The Complete Prestige/Bluesville Recordings     | Boîte de 7 CD sortie en 1991                                                          |
| 00025218056328           | Lightnin' Hopkins                                  | The Swarthmore Concert                          | Sorti en 1993                                                                         |